# Lara Croft and the Temple of Osiris
Lara Croft and the Temple of Osiris – przygodowa gra akcji stworzona przez studio Crystal Dynamics, a wydana przez Square Enix na platformy Microsoft Windows, PlayStation 4 i Xbox One. Stanowi sequel gry Lara Croft and the Guardian of Light z 2010 roku, będąc drugą odsłoną spin-offów serii Tomb Raider.

## Fabuła
Lara Croft, słynna poszukiwaczka przygód, rywalizuje z Carterem Bellem o odnalezienie kostura Ozyrysa. Po odnalezieniu go w starożytnej egipskiej świątyni zdaje sobie sprawę, że ciąży na nim klątwa, jednak marzący o wielkiej sławie Bell ignoruje jej ostrzeżenia i postanawia zabrać kostur, co prowadzi do przebudzenia złego boga Seta. Lara, wspierana przez Bella, boginię Izydę oraz boga Horusa rozpoczynają poszukiwania fragmentów szczątków Ozyrysa, żeby powstrzymać Seta przed zniewoleniem ludzkości.

## Produkcja
Crystal Dynamics rozpoczęło produkcję Temple of Osiris w 2013 roku, po premierze gry Tomb Raider. Współproducentami gry było studio Nixxes Software, współpracujące z Crystal Cynamis przy poprzednich odsłonach serii. Produkcja gry zakończyła się w listopadzie 2014 roku.

## Dystrybucja
3 listopada 2014 roku Valve Corporation i Crystal Dynamics ogłosiły konkurs na powiązaną z serią Tomb Raider zawartość do gry Team Fortress 2. Zwycięskie przedmioty ogłoszone zostały 3 grudnia 2014 i umieszczone w Team Fortress jako nagroda dla osób, które złożyły przedpremierowe zamówienie na Temple of Osiris. Zwycięzcy konkursu otrzymali na Steamie dostęp do wszystkich gier z katalogu Square Enix.
Gra została udostępniona 9 grudnia 2014. Studio udostępniło za darmo do pobrania ścieżkę dźwiękową do niej. W sprzedaży detalicznej pojawiła się limitowana Gold Edition, zawierająca siedmioipółcentymetrową figurkę Lary Croft, artbook, mapę świata gry i przepustkę sezonową na zawartość do pobrania.
W sierpniu 2015 roku gra była dostępna za darmo dla posiadaczy abonamentu PlayStation Plus.

### Zawartość do pobrania
Jeszcze przed premierą gry zapowiedziana została przepustka sezonowa dająca dostęp do całej dodatkowej zawartości do pobrania. 13 stycznia 2015 roku wydano cztery zestawy przedmiotów – trzy z nich zawierały dodatkowe skórki inspirowane grą Tomb Raider: Legenda oraz seriami Deus Ex i Hitman, wcześniej dostępne jako dodatkowa zawartość dla osób kupujących grę w przedsprzedaży. W czwartej paczce, Icy Death, znalazły się dodatkowe przedmioty do gry, przeciwnicy, grobowiec z nowymi zagadkami oraz skórka inspirowana Larą z gry z 2013 roku. 2 lutego w dodatku Twisted Gears wprowadzono nowy grobowiec, przedmioty oraz skórkę inspirowaną oryginalną grą Tomb Raider z 1996 roku.

## Odbiór gry
Gra otrzymała nominację do D.I.C.E. Award w kategorii „Wybitne osiągnięcie – oryginalna kompozycja muzyczna”. Średnia ocen gry w agregatorach recenzji waha się – w zależności od platformy – od 69 do 74%.